# Execution Guaranteed
Execution Guaranteed (в переводе с англ. — «Исполнение (казни) гарантированно») — альбом группы Rage, выпущенный в 1987 году.
Музыка альбома Execution Guaranteed стала значительно быстрее предыдущего, всё ближе подбираясь к стилю спид-метал. Руди Граф, покинувший группу Warlock, заменил гитариста Томаса Грюнинга.

## Список композиций
1. «Down By Law» — 03:21
2. «Execution Guaranteed» — 06:48
3. «Before The Storm» — 04:48
4. «Streetwolf» — 06:03
5. «Deadly Error» — 05:06
6. «Hatred» — 03:55
7. «Grapes Of Wrath» — 05:11
8. «Mental Decay» — 05:51
9. «When You’re Dead» — 04:28

## Участники записи
- Питер «Пиви» Вагнер — вокал, бас-гитара, классическая гитара
- Йохан Шрёдер — гитара
- Руди Граф — гитара
- Йорг Михаэль — ударные